# 로렌초 마스케로니

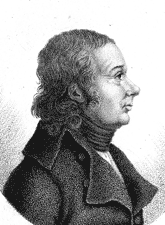
로렌초 마스케로니

로렌초 마스케로니(이탈리아어: Lorenzo Mascheroni, 이탈리아어 발음: [loˈrɛntso maskeˈroːni] ; 1750년 5월 13일 ~ 1800년 7월 14일)는 이탈리아의 수학자이다.

## 전기
그는 롬바르디아의 베르가모 근처에서 태어났다. 처음에는 주로 인문학( 시와 그리스어 )에 관심이 있었지만 결국 파비아에서 수학 교수가 되었다.

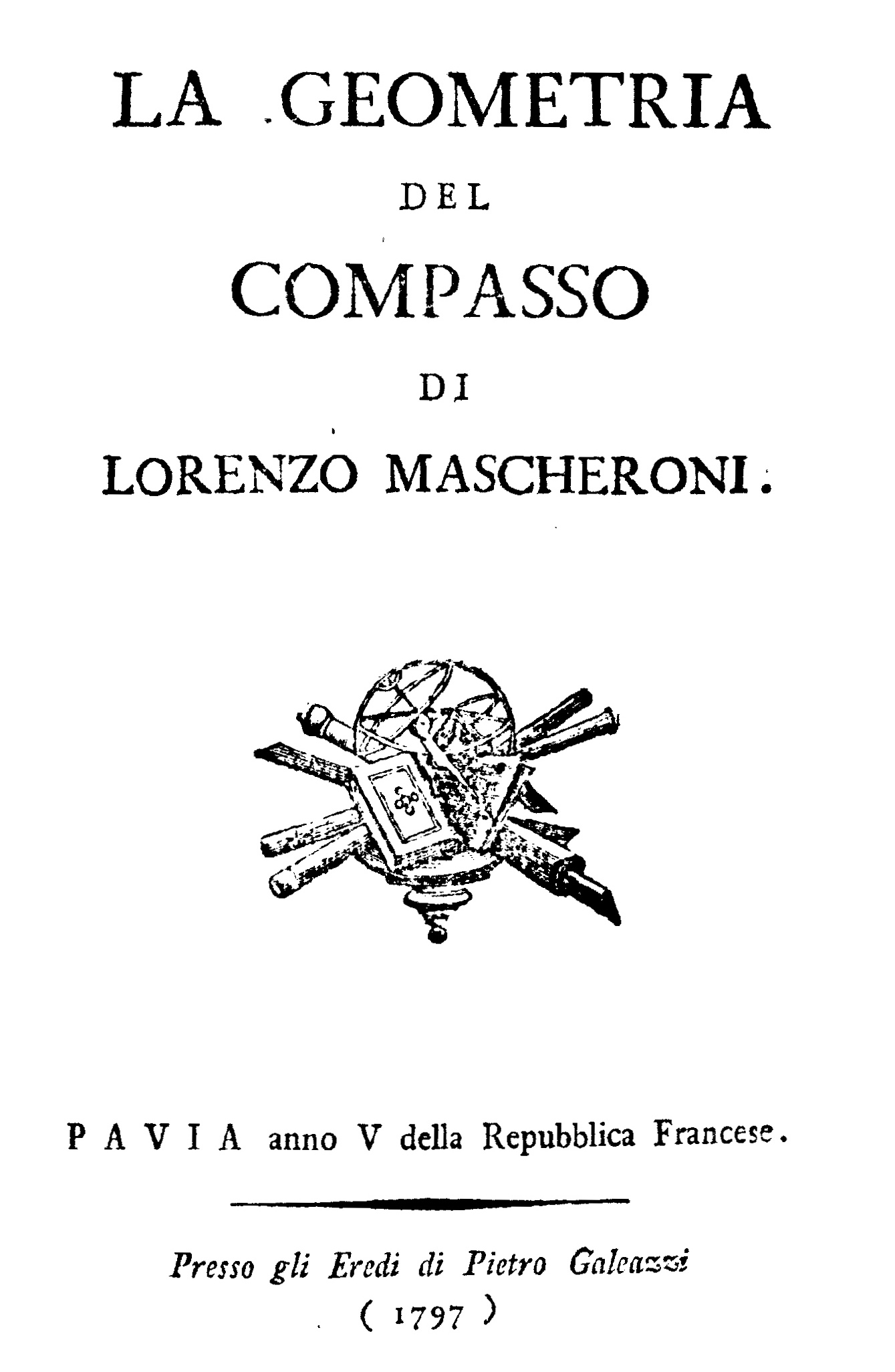
La geometria del compasso, 1797

그는 Geometria del Compasso (Pavia, 1797)에서 컴퍼스와 직선자로 수행할 수 있는 기하학적 구성은 컴퍼스만으로도 수행할 수 있음을 증명했다. 그러나 현재 모르-마스케로니 정리(Mohr-Mascheroni theorem)로 알려져 있는 이 정리의 최초의 발견은, 그 이전인 1672년에 잘 알려지지 않은 책인 Euclides Danicus에서 증명을 발표한 덴마크의 게오르그 모르(Georg Mohr)에 속한다. 이 문제는 앨범 Iolet에서 데이빗 스투츠(David Stutz)가 연주한 Mascheroni Circle라는 음악 작곡의 동기가 되었다.
그는 Adnotationes ad calculum integrale Euleri (1790)에서, 일반적으로 γ (감마)로 표시되는 현재 오일러-마스케로니 상수로 알려진 계산을 발표했다.
그는 프랑스 파리에서 사망했다.

## 저작
- 《Nuove ricerche sull'equilibrio delle volte》 (이탈리아어). Milano: Giovanni Silvestri. 1829.